# غسيل سوي

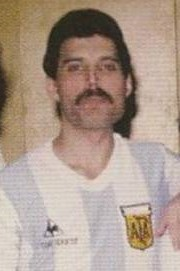

الغسيل السَّويّ (يسمى أيضًا الغسل مغاير الجنس) هو تصوير مجتمع الميم (المثليات، والمثليين، ومزدوجي التوجه الجنسي) أو الشخصيات الغريبة في الخيال على أنهم مغايرون جنسيًا «أسوياء»، فيظهر أشخاصُ مجتمع الميم مغايرين جنسيًا، أو تغيير المعلومات حول الشخصيات التاريخية لجعل تمثيلهم يتماشى مع معيارية المغايرة.
يُنظر إلى الغسيل السوي بشكل بارز في أعمال الخيال، وخاصة التلفزيون والسينما، إذ تُصور الشخصيات التي كانت في الأصل مثلية الجنس أو مزدوجة التوجه الجنسي أو لا جنسية على أنها مغايرة جنسيًا.
الغسيل السوي هو مصطلح معاصر نسبيًا زاد استخدامه والاعتراف به في السنوات الأخيرة. على الرغم من الوجود المتزايد والاعتراف على التلفزيون الأمريكي، ما تزال الشخصيات الغريبة والتوصيفات السردية تخضع لأمثلة تجريبية من الغسيل السوي. تشمل المبررات الشائعة للغسيل السوي «مخاوف المنتجين حول ردود فعل الجمهور، والمعايير الاجتماعية، والقوالب النمطية المتعلقة بنماذج الغرابة المقبولة».

## المصطلح
بشكل اشتقاقي، يُستمد الغسيل السوي من مصطلح «التبييض»، الذي يشير إلى «الرقابة والربط المتداخل مع التمييز الذي يواجهه الأشخاص الملونون».
يختلف الغسيل السوي عن «الوجه الوردي»، واستخدام الممثلين السويين للعب أدوار أو شخصيات مجتمع الميم. قارنت آنا كينغ من مجلة تايم آوت مصطلح «الوجه الوردي» بالوجه الأسود. أثار فيلم برنو مخاوف مجتمع الميم، وخلاله يلعب الممثل السوي ساشا بارون كوهين دور رجل مثلي الجنس من أجل «السخرية من المجتمع الغريب».

## في الخيال
يميز دراجوس منيا بين تغيير شخصية غريبة في الخيال إلى شخصية سوية، والتخفيف من الجوانب الغريبة للشخصية لجعلها أكثر قبولًا للجمهور المغاير جنسيًا، وإزالة المراجع الغريبة من ملصقات التسويق أو أغلفة دي في دي، وتغيير تصوير الثقافات أو المجتمعات الغريبة بالكامل إلى نسخة مغايرة جنسيًا.

### فيلم
في الخيال، لوحظت ممارسة الغسيل السوي بشكل خاص في السيناريوهات المستندة إلى كتب القصص المصورة. صوِرت شخصية مستيك في فيلم إكس مان على أنها مزدوجة التوجه الجنسي في الكتب المصورة، ولكن في الأفلام، ظهرت على أنها سوية. ضمن الكتب المصورة التي نشرتها مارفل كومكس، كان لميستيك علاقات رومانسية مع شخصيات من الذكور والإناث. كانت علاقتها الأبرز مع ديستني، وهي «عضو وزميلة في أخوية المتحولين الأشرار، وتربي معها طفلًا». ضمن أفلام إكس مان التي يعود تاريخها إلى عام 2000، لم يكن لدى شخصية ميستيك، التي لعبت دورها الممثلة جنيفر لورانس، أي علاقة أو اهتمام بشخصية نسائية أخرى.
اتهِم فيلم ستونوول لعام 2015 بالغسيل السوي والممارسة ذات الصلة «بالغسيل لمتوافقي الجنس» وذلك لأنه لم يتضمن تمثيلًا للنشطاء العابري الجنس السود الذين أطلقوا أعمال الشغب في ستونوول. انتقِدت الدراما التلفزيونية رايس على قناة إن بي سي بسبب تغيير أساس الإنتاج، من «معلم دراما مثلي الجنس في الحياة الحقيقية» في بلدة للطبقة العاملة، إلى رجل سوي، أطلقت مجلة آوت على هذا «سرقة ثقافية ومحو المثلي» الذي «كان يجب أن يكون بطل من مجتمع الميم لقصة معقدة».
في مقال ستيوارت ريتشارد بعنوان «لعبة التزييف والغسيل السوي للفيلم»، عن فيلم لعبة التزييف (ذي ايمتشين غيم)، يذكر ريتشارد أن مفكك الشيفرات في الحرب العالمية الثانية «آلان تورنغ (مثلي الجنس) يجري التقليل من شأنها واستخدامها كأداة للحبكة»، لإظهاره «بطلًا مأساويُا ورجلًا كتومًا وغريب الأطوار»، وذلك لجعل الفيلم «آمنًا» للجمهور المحافظ المحتمل»، يصوره الفيلم فقط بشكل رومانسي مع جوان كلارك (كيرا نايتلي).